# アッシャー家の惨劇
『アッシャー家の惨劇』（アッシャーけのさんげき、原題：House of Usher）は、1960年制作のアメリカ合衆国のホラー映画。
エドガー・アラン・ポーの小説「アッシャー家の崩壊」をロジャー・コーマン監督、ヴィンセント・プライス主演で映画化した作品である。
2005年、アメリカ国立フィルム登録簿に登録された。

## あらすじ
フィリップ・ウィンスロップは婚約者のマデリンを訪ねて、ニューイングランドにある彼女の実家であるアッシャー家にやってきた。しかし、マデリンの兄ロデリックは不気味な男で、さらにマデリンも痩せて青ざめていた。また、屋敷の地下室には、奇怪なことにロデリックとマデリンの名を刻んだ柩があった。フィリップはマデリンを屋敷から連れて逃げ出そうとしたが、彼女は突然死んだ。やがて、フィリップはアッシャー兄妹の恐るべき秘密を知る…。

## キャスト
- ロデリック・アッシャー：ヴィンセント・プライス
- フィリップ・ウィンスロップ：マーク・ダモン
- マデリン・アッシャー：マーナ・ファーイ
- ブリストル：ハリー・エラーブ